# V419 Cephei
V419 Cephei (V419 Cep) és un estel variable a la constel·lació de Cefeu de magnitud aparent mitjana +6,62.

## Distància
Donada la seva llunyania respecte al sistema solar, la paral·laxi d'V419 Cephei mesurada pel satèl·lit Hipparcos (0,63 mil·lisegons d'arc), no resulta útil per avaluar la distància a la qual s'hi troba. La seva distància més probable és de 1.085 ± 320 parsecs, igual a 3.540 ± 1.035 anys llum). És membre de l'Associació estel·lar Cepheus OB2-A.

## Característiques
V419 Cephei és una supergegant vermella de tipus espectral M2I amb una temperatura efectiva de 3.700 K. És una supergegant de gran grandària, amb un diàmetre, calculat a partir de models teòrics, 590 vegades més gran que el diàmetre solar. La mesura del seu diàmetre angular en banda K, 5,90 ± 0,70 mil·lisegons d'arc, condueix a una xifra no gaire major, si bé cal tenir en compte l'enorme incertesa respecte a la distància a la qual s'hi troba. El seu radio equival a 2,7 ua, per la qual cosa si fora al lloc del Sol, les òrbites dels primers quatre planetes —la Terra inclosa— quedarien englobades a l'interior de l'estel. No obstant això, la seva grandària queda lluny de les dues conegudes hipergegants en aquesta constel·lació, μ Cephei i VV Cephei.
V419 Cephei posseeix una massa 16,6 vegades major masses solars, per sobre del límit a partir del qual els estels finalitzen la seva vida fent explotar com a supernoves. La vida d'estels tan massius és molt curta, l'edat de V419 Cephei és de només 10 milions d'anys, malgrat al seu avançat estat evolutiu.
Catalogada com un estel variable irregular LC, la lluentor de V419 Cephei varia 0,27 magnituds.